# Фабрикант, Валерий Иосифович
Вале́рий Иосифович Фабрика́нт (род. 28 января 1940 года, Минск) — советско-канадский математик, педагог, профессор Университета Конкордия в Монреале, Канада. Известен тем, что расстрелял 4 своих коллег.

## Биография
Родился в белорусско-еврейской семье в Минске. Учился в Московском энергетическом институте. Затем работал в Рыбинском авиационном технологическом институте. Во время работы в СССР был уволен несколько раз из-за конфликтов с коллегами (в частности со своим научным руководителем В. В. Болотиным, который способствовал увольнению Фабриканта). Иммигрировал в Канаду из СССР в 1979 году. С 1980 года работал в Университете Конкордия доцентом кафедры машиностроения (associate professor of mechanical engineering). 24 августа 1992 года на рабочем месте убил из револьвера четверых своих коллег и ранил ещё одного. Жертвы, как он утверждает, препятствовали его введению в штат постоянных профессоров и добивались его увольнения. Он также критиковал приписывание рядом профессоров их соавторства научным работам, в которые они не вносили вклад, в том числе трудам Фабриканта. Это убийство является одним из самых массовых в истории Канады.
На суде Валерий Фабрикант, которого врачи признали больным паранойей (но в конечном итоге вменяемым), заявил, что является жертвой заговора и антисемитизма, не признав себя виновным. В январе 1993 года Валерий Фабрикант был признан виновным в умышленном убийстве четырёх человек при отягчающих обстоятельствах и нанесении тяжких телесных повреждений ещё одному человеку и приговорён к пожизненному заключению без права на условно-досрочное освобождение до 24 августа 2017 года. Однако в 2015 году приговор был ужесточён, а Фабрикант был лишён права на досрочное освобождение. В тюрьме он большую часть времени проводит в тюремной библиотеке и пишет научные работы. Также за хорошее поведение ему разрешено небольшое количество времени в день проводить в интернете. Суд отклонил два его прошения о пересмотре дела в 2000 и 2007 годах.